# Паука (Гаваї)
Паука (англ. Paukaa) — переписна місцевість (CDP) в США, в окрузі Гаваї штату Гаваї. Населення — 434 особи (2020).

## Географія
Паука розташована за координатами 19°45′39″ пн. ш. 155°5′36″ зх. д. / 19.76083° пн. ш. 155.09333° зх. д. (19.760865, -155.093372).  За даними Бюро перепису населення США в 2010 році переписна місцевість мала площу 1,36 км², з яких 1,10 км² — суходіл та 0,26 км² — водойми.

## Демографія
Згідно з переписом 2010 року, у переписній місцевості мешкало 425 осіб у 190 домогосподарствах у складі 119 родин. Густота населення становила 312 осіб/км².  Було 212 помешкання (156/км²).
Расовий склад населення:
| - 40,9 % — білих - 32,7 % — азіатів - 6,1 % — вихідців з тихоокеанських островів - 0,7 % — корінних американців |

До двох чи більше рас належало 18,8 %. Частка іспаномовних становила 6,4 % від усіх жителів.
За віковим діапазоном населення розподілялося таким чином: 13,2 % — особи молодші 18 років, 52,7 % — особи у віці 18—64 років, 34,1 % — особи у віці 65 років та старші. Медіана віку мешканця становила 55,5 року. На 100 осіб жіночої статі у переписній місцевості припадало 88,1 чоловіків;  на 100 жінок у віці від 18 років та старших — 85,4 чоловіків також старших 18 років.
Середній дохід на одне домашнє господарство  становив 67 110 доларів США (медіана — 56 250), а середній дохід на одну сім'ю — 84 583 долари (медіана — 75 500). За межею бідності перебувало 11,7 % осіб, у тому числі 10,4 % дітей у віці до 18 років та 7,5 % осіб у віці 65 років та старших.
Цивільне працевлаштоване населення становило 202 особи. Основні галузі зайнятості: освіта, охорона здоров'я та соціальна допомога — 29,2 %, публічна адміністрація — 11,4 %, будівництво — 10,9 %.